# Revista Nos (Chile)
Revista Nos es una publicación chilena fundada en el año 1995, y que se distribuye en formato papel en el Gran Concepción, específicamente en las comunas de Concepción y Talcahuano, Hualpén, San Pedro de la Paz, Chiguayante, Penco y Tomé.

## Historia
Su línea editorial es tipo magazine, donde realiza análisis de temas de interés general desde la perspectiva local a través de entrevistas, reportajes de actualidad, crónicas y temas de interés. La distribución de la revista está supervisada y se realiza en forma certificada, cada revista entregada debe ser acompañada de un talón donde el receptor debe entregar nombre y rut.
Según Arnoldo Ferrada, editor periodístico de la revista 

“Nos Magazine es una revista entretenida, con entrevistas y reportajes actuales, secciones novedosas e interesantes, que son un gran aporte al lector, puesto que entregan datos útiles e información veraz y pluralista. Además, siempre nos estamos actualizando al incorporar innovadoras herramientas, así como capacitándonos en las últimas  tendencias”.

La revista también posee una versión en línea.
Su dirección física es Calle Chacabuco 534 oficina, piso 2.